# Polski Monopol Tytoniowy
Polski Monopol Tytoniowy – jednostka organizacyjna Ministerstwa Skarbu, powołana w 1922 r. w celu objęcia przez jeden podmiot gospodarczy całokształtu sposobu kształtowania bazy surowcowej, organizowania produkcji i dystrybucji wyrobów tytoniowych w skali całego kraju.

## Regulacje prawne z 1922 r.
Na podstawie ustawy z 1922 r. o monopolu tytoniowym wprowadzono monopol skarbowy na produkcję, przywóz z zagranicy oraz sprzedaż surowca tytoniowego i wyrobów tytoniowych, który stał się przywilejem Państwa. Przez tytoń w myśl ustawy rozumiano zarówno surowiec tytoniowy, jako też gotowe wyroby tytoniowe. Natomiast przez surowiec tytoniowy rozumiano nieprzerobione liście, łodygi, korzenie i odpadki rośliny tytoniowej.

## Uprawa tytoniu
Do uprawy tytoniu wymagane było zezwolenie Ministra Skarbu. Zezwolenie było udzielane rolnikom, którzy zobowiązali się:
- uprawiać pewną, w zezwoleniu oznaczoną przestrzeń gruntu;
- stosować się do przepisów o uprawie tytoniu, a w szczególności użyć do uprawy nasienia, przez władze skarbowe wskazanego lub dostarczonego;
- odsprzedać cały zapas wyprodukowanego surowca Skarbowi po cenach taryfowych, ustanawianych przez Ministra Skarbu.

Minister Skarbu określał warunki udzielania koncesji na plantację tytoniu, w szczególności zaś obszar gruntu, podlegającego uprawie, sposób uprawy, zbierania, suszenia, sortowania, ustanawiania cen i terminów dostawy tytoniu, tudzież kontroli, wykonywanej w tym kierunku przez organy nadzoru skarbowego.

## Plantator koncesjonowany
Plantator koncesjonowany był zobowiązany do:   
- zatrzymania u siebie wyprodukowanego surowca tytoniowego lub jego części po oznaczonym terminie dostawy,
- zakazu wywożenia go poza swą plantację, względnie magazyn (suszarnię) bez zezwolenia i kontroli organów nadzoru skarbowego,
- zakazu zboczenia przy przywożeniu tytoniu z drogi, wytkniętej do miejsca dostawy,
- doniesienia organom kontroli skarbowej o spostrzeżeniach ubytku lub zniszczenia roślin tytoniowych na swym gruncie, względnie w swym magazynie lub podczas transportu,
- stosowania się do postanowień instrukcji o uprawie tytoniu i do wydanych na jej podstawie poleceń organów kontroli skarbowej.

## Organizacja Państwowego Monopolu Tytoniowego
Wyroby tytoniowe monopolowe wytwarzane były  na rachunek Skarbu w fabrykach i zakładach, stanowiących własność państwowego monopolu tytoniowego. Przywóz tytoniu i wyrobów tytoniowych dla potrzeb monopolowych z zagranicy wykonywano na rachunek Skarbu. Oddanie monopolu w dzierżawę, względnie w administrację poręczającą, nie mogło nastąpić bez zgody Sejmu. Dotyczy to także oddania w zastaw dochodów monopolu.
Wyroby tytoniowe przed wprowadzeniem do obrotu handlowy otrzymywały stosowne opakowanie, kształt lub inne oznaczenie, które w sposób widoczny, i będzie możliwe, wykazywać ich pochodzenie.
Sprzedaż artykułów tytoniowych dokonywana była w zakładach sprzedaży skarbowej lub za pośrednictwem sprzedawców koncesjonowanych po cenach, wskazanych w taryfie, zatwierdzonej przez Ministra Skarbu.

## Zarząd Monopolu
Naczelny zarząd monopolu tytoniowego sprawował Minister Skarbu, który stanowił najwyższą instancję we wszystkich sprawach, dotyczących uprawy, przywozu, przewozu, fabrykacji, sprzedaży oraz gromadzenia zapasów tytoniu. Minister Skarbu ustanawiał władze, bezpośrednio powołane do kierownictwa państwowego monopolu tytoniowego i wykonywania jego praw, oraz określał sposób ich czynności. 
Minister Skarbu przedkładał corocznie Sejmowi obrachunki roczne, obrachunek zysków i strat oraz bilans, sporządzony według przyjętych powszechnie zasad handlowych i przepisów prawa, obowiązujących przedsiębiorstwa prywatne, i zbadany przez Naczelną Izbę Kontroli Państwa.
Do obowiązków organów zarządu państwowego monopolu tytoniowego, prócz obowiązków bezpośrednio wynikających z kierownictwa tego przedsiębiorstwa, należy nadzór i kontrola skarbowa nad przestrzeganiem przywilejów, ustawą   zastrzeżonych.

## Dyrekcja Polskiego Monopolu Tytoniowego
Na podstawie rozporządzenie Ministra Skarbu z 1923 r. w przedmiocie organizacji Państwowego Monopolu Tytoniowego ustanowiono Dyrekcją Polskiego Monopolu Tytoniowego jako władzę  wykonawczą.
Dyrekcję Polskiego Monopolu Tytoniowego ustanowiono w celu wykonywania praw Państwowego Monopolu Tytoniowego, stanowiący przywilej Państwa w stosunku do osób prywatnych, fizycznych i prawnych pod względem uprawy tytoniu, przywozu z zagranicy, fabrykacji i sprzedaży wyrobów tytoniowych. Dyrekcja Polskiego Monopolu Tytoniowego przejęła wszystkie uprawnienia i obowiązki urzędowe, jakie spoczywały na Zarządzie Monopolu.  
Skarb Państwa przekazał na własność Państwowego Monopolu Tytoniowego wszelki majątek ruchomy i nieruchomy, znajdujący się dotychczas w zarządzie Monopolu Tytoniowego oraz wszelkie jej aktywa i pasywa w stosunku do osób prywatnych i Skarbu Państwa.  
Dyrekcja Polskiego Monopolu Tytoniowego prowadziła dla Skarbu Państwa eksploatację fabryk i zakładów stanowiących własność Państwowego Monopolu Tytoniowego jako przedsiębiorstwo o charakterze samodzielnej, odrębnej jednostki gospodarczej, za której zobowiązania poza całym majątkiem, stanowiącym własność Państwowego Monopolu Tytoniowego odpowiada posiłkowe Skarb Państwa.

## Przedsiębiorstwo Polski Monopol Tytoniowy
Na podstawie ustawy z 1932 r. o utworzeniu państwowego przedsiębiorstwa "Polski Monopol Tytoniowy" ustanowione zostało przedsiębiorstwo, które prowadzone było na zasadach handlowych. Przedsiębiorstwo "Polski Monopol Tytoniowy" stanowiło samoistną osobę prawną i było wpisane do rejestru handlowego. Wpisaniu do rejestru handlowego podlegała firma, siedziba, przedmiot i władze przedsiębiorstwa.

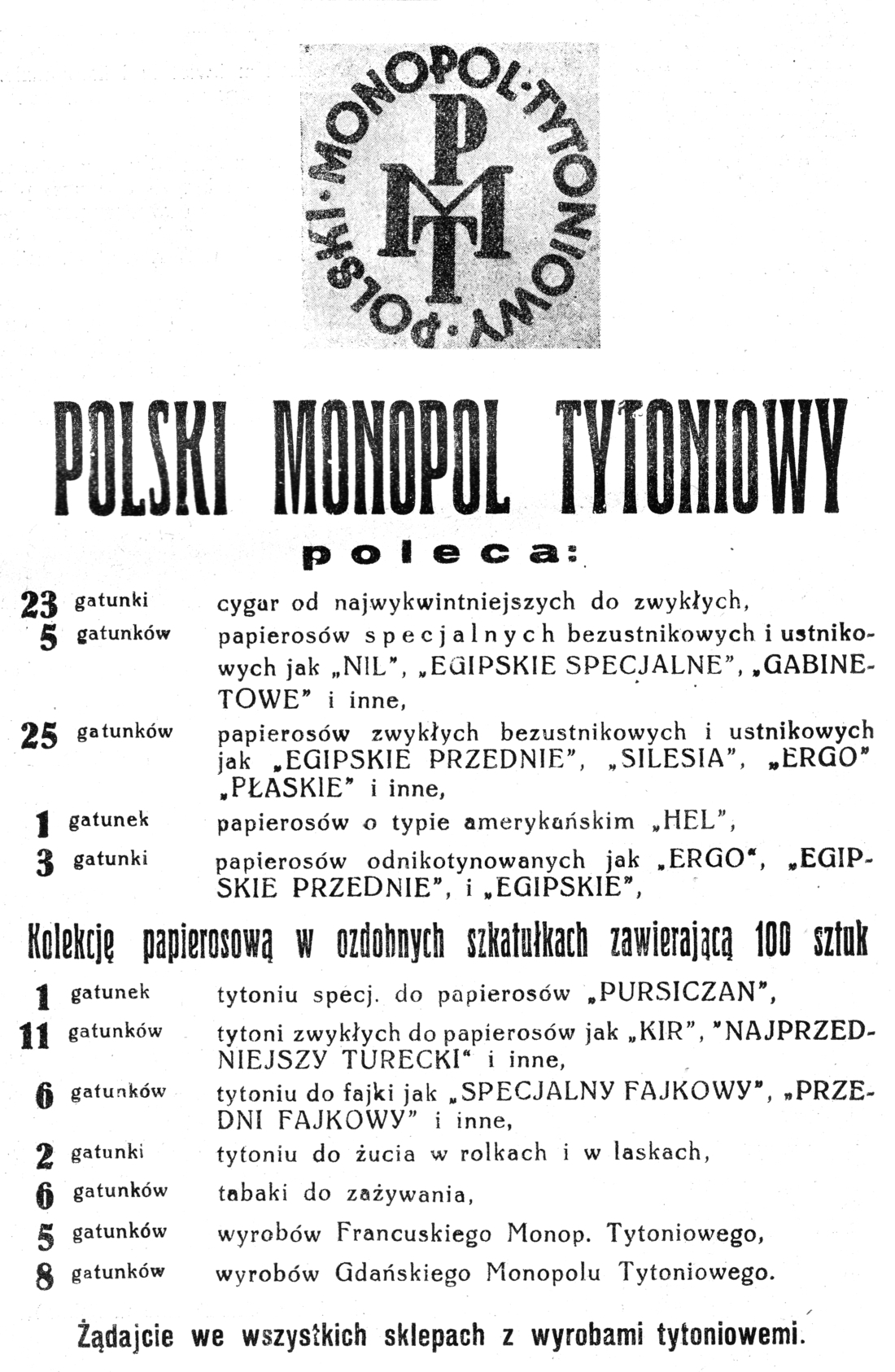
Reklama z 1936

Przedsiębiorstwo "Polski Monopol Tytoniowy" przejęło na własność cały majątek państwowy tak nieruchomy, jak i ruchomy, znajdujący się w chwili wejścia w życie  ustawy pod zarządem Dyrekcji Polskiego Monopolu Tytoniowego. ustanowionej rozporządzeniem Ministra Skarbu z 1923 r.
Zbywanie i zamiana majątku nieruchomego przedsiębiorstwa "Polski Monopol Tytoniowy" mogła nastąpić jedynie na podstawie upoważnienia ustawowego.
Przedsiębiorstwo "Polski Monopol Tytoniowy" było wolne od wszelkich danin publicznych z wyjątkiem opłat na rzecz Państwowego Funduszu Drogowego, podatków komunalnych od gruntów i budynków, opłat komunalnych od przeniesienia własności nieruchomości, zaprotestowanych weksli, plakatów i anonsów. Przeniesienia własności nieruchomości pomiędzy Skarbem Państwa a przedsiębiorstwem "Polski Monopol Tytoniowy" nie podlegały żadnym opłatom ani państwowym, ani komunalnym.

## Zarząd Przedsiębiorstwa
Zarząd przedsiębiorstwa "Polski Monopol Tytoniowy" należał do Dyrekcji Polskiego Monopolu Tytoniowego z dyrektorem na czele, podporządkowanej Ministrowi Skarbu.
Minister Skarbu ustala w drodze rozporządzenia organizację przedsiębiorstwa.
Ceny sprzedaży wyrobów tytoniowych ustalał Minister Skarbu.
Minister Skarbu określał warunki udzielania, cofania i wygasania koncesji na uprawę tytoniu, prowadzenia uprawy przez osoby prywatne oraz czas trwania koncesji.
Osoby, które otrzymały koncesję na uprawę tytoniu, zobowiązane były  do odstąpienia całego wyprodukowanego zapasu surowca przedsiębiorstwu "Polski Monopol Tytoniowy" po cenach taryfowych, ustanawianych przez Ministra Skarbu.
Minister Skarbu określał zasady i tryb postępowania, ustalającego szacunek surowca tytoniowego, odstępowanego przedsiębiorstwu "Polski Monopol Tytoniowy" przez osoby prywatne.

## Zniesienie Monopolu
Na podstawie dekretu z 1953 r. o uprawie tytoniu i wytwarzaniu wyrobów tytoniowych zlikwidowano Polski Monopol Tytoniowy. 